# Carla Cerati
Pour les articles homonymes, voir Cerati.
Carla Cerati (Bergame, 3 mars 1926 et morte à Milan le 19 février 2016) est une photographe et écrivain italienne.

## Biographie
Carla Cerati débute la photographie en 1960, réalisant des photographies de paysage, puis elle se tourne vers le photojournalisme et le portrait.
En 1969 la maison d'édition Einaudi publie l'ouvrage Morire di classe réalisé par Franco Basaglia et Franca Basaglia Ongaro où sont publiés des touchantes photographies de Carla Cerati et Gianni Berengo Gardin de plusieurs asiles psychiatriques italiens. Le livre devient rapidement, comme l'écrit Franca Ongaro, citant Primo Levi: « Un document désormais historique du reportage dans les hôpitaux psychiatriques »
. Par la suite l'ouvrage est republié sous le titre de  "Per non dimenticare. 1968: la condizione manicomiale di «Morire di classe»". 
En 1974 Carla publie avec l'éditeur Mazzotta, un nouvel ouvrage Forma di donna qui comprend 34 photographies.
Elle débute comme écrivain en 1973 avec Un amore fraterno. Elle publie de nombreux romans, qui, traduits en différentes langues, sont accueillis avec enthousiasme par le public et la critique. Carla Cerati reçoit de nombreux prix littéraires.

## Prix et récompenses
- en 1975, elle publie son roman Un matrimonio perfetto, récompensé par le prix Campiello,
- en 1977, elle écrit la condizione sentimentale obtenant le prix Radio Montecarlo,
- en 1990, elle publie La cattiva figlia qui obtient le  prix Comisso,
- en 1992 avec La perdita di Diego, elle est finaliste du  prix Strega,
- en 1994 avec L'intruso, elle reçoit le prix Feudo di Maida, le prix spécial Il Molinello et le prix Vincenzo Padula-Città di Acri.
- 1996 : prix Alghero Donna

## Publications photographiques
- avec Giuseppe Bufalari, La barca gialla, éditions Einaudi, 1966.
- avec Franco Basaglia et Franca Ongaro, Morire di classe, éditions Einaudi, 1969.  (ISBN 9786000850104)
- Giuseppe Bufalari, La barca gialla, Libro per ragazzi. Fotografie di Carla Cerati, Torino, Einaudi, 1966.
- 3. Weltausstellung der Photographie. Unterwegs zum Paradies, Completamente illustrato anche a colori, ouvrage collectif.

## Publications de textes et romans
- Un amore fraterno, Milano, Frassinelli, 1993.  (ISBN 88-7684-237-3)
- Un matrimonio perfetto, Nota di C. De Michelis, Venise, Marsilio, 1975.  (ISBN 883178787X)
- La perdita di Diego, Collana: Narrativa, Milan, Frassinelli, 1992.  (ISBN 8876842055)
- Legami molto stretti, Collana: Narrativa, Milan, Frassinelli, 1994.  (ISBN 8876842713)
- L'amica della modellista, Milan, Frassinelli, 1996.  (ISBN 88-7684-388-4)
- La cattiva figlia, Milan, Sperling & Kupfer, 2001.  (ISBN 8882742369)
- L'uno e l'altro, Rizzoli, 1983.
- Il sogno della bambina, Nuova edizione di "L'uno e l'altro", Milan, Frassinelli, 1997.  (ISBN 88-7684-487-2)
- Grand Hotel Riviera, Milan, Frassinelli, 1998.  (ISBN 8876844996)
- La condizione sentimentale, Collana: Tascabili, Milan, Frassinelli, 1999.  (ISBN 8876845607)
- La seconda occasione, Collana: Narrativa, Milan, Frassinelli, 2001.  (ISBN 8876846476)
- L'intruso, Collana: Romanzi e racconti, Venise, Marsilio, dicembre 2004.  (ISBN 88-317-8401-3)
- Una donna del nostro tempo: La condizione sentimentale - Il sogno della bambina (Uno e l'altro) - Un matrimonio perfetto, Collana: I tascabili Marsilio (Cofanetto di 3 volumi), Venise, Marsilio, 2005.  (ISBN 883178790X)
- Un uovo... una frittatona. Dal quaderno di cucina del tempo di guerra 121 ricette antispreco e un racconto, Collana: La Tavola Rotonda, Turin, Blu Edizioni, 2008.  (ISBN 978-88-7904-056-3)
- L'emiliana, Venise, Marsilio, 2008.  (ISBN 8831794973)

## Sources
- (it) Cet article est partiellement ou en totalité issu de l’article de Wikipédia en italien intitulé « Carla Cerati » (voir la liste des auteurs).